# Ahasverus rectus
Ahasverus rectus là một loài bọ cánh cứng trong họ Silvanidae. Loài này được LeConte miêu tả khoa học năm 1854.